# 多佛竞技足球俱乐部
多佛競技足球會（英語：Dover Athletic Football Club）是位於英格蘭東南部肯特郡渡輪港多佛的足球俱乐部，現時在英格蘭足球聯賽系統第六級的英格蘭足球全國聯賽南參賽。
成立於1983年，是於同年解散的多佛足球俱乐部（Dover F.C.） 的後續球隊，並取代其在英格蘭足球南部聯賽的席位繼續參賽。新球會雖然贏得1989/90年球季的冠軍，但由於場地不合規格而不獲准升上英格蘭足球議會聯賽。三年後捲土重來終獲升班資格，經歷九個球季後於2002年降班返回南部聯賽。2004年多佛競技被調到依斯米安聯賽超聯組作賽，但球隊受到場外財務困擾而再降一級。在依斯米安甲組南區聯賽渡過三季後，多佛競技贏得冠軍重上超聯組，並背對背再奪冠獲得升班到英格蘭足球議會南部聯賽。逗留五季內取得三次參賽附加賽資格，於2004年連續第二年晉身附加賽決賽，終於擊敗艾貝斯費特聯，缺席十二年後重返英格蘭足球議會全國聯賽。
球隊經常穿著白色球衣參賽而被稱為「白軍」（the Whites）。多佛競技包括多支前身球隊，一直採用位於多佛市郊利華（River）的克莱伯运动场（Crabble Athletic Ground）作為主場球場。

## 歷史
1983年當其前身多佛足球俱乐部（Dover F.C.）因負債而解散後，多佛競技正式成立，並承繼其在英格蘭足球南部聯賽南部組的參賽席位，前多佛球員阿倫·鐘斯（Alan Jones）擔任領隊，而隊員主要由舊球隊的預備隊球員組成。最初球隊幸苦經營，於1984/85年球季跌至榜末第二位，早一年接替阿倫·鐘斯任教的史提夫·麥拉爾（Steve McRae）於1985年11月被辭退，由基斯·堅尼亞（Chris Kinnear）接掌帥印。

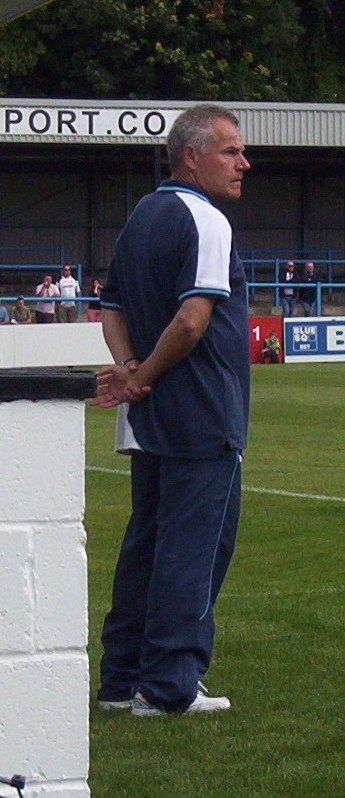
彼得·泰萊於1990年代中期曾短期執教多佛競技

在堅尼亞領導下球隊穩步上揚，經歷兩次首五位的成績後，於1987/88年贏得冠軍錦標和升班資格。球隊升班超聯組繼續表現出色，首季取得第六位，翌季隨即贏得冠軍，但由於主場克莱伯运动场（Crabble Athletic Ground）未達標準而不獲升班英格蘭足球議會聯賽的資格。接著兩季取得一席殿軍和一席亞軍，多佛競技於1992/93付手2球季再次取得首席，隨著克莱伯的設施改善，終於獲准升班到議會聯賽。
雖然多佛競技於升班後首季取得第八位的不俗成績，但翌季球隊只能掙扎求存，而堅尼亞亦因成績差劣和私人問題而被撤除職務。約翰·賴恩（John Ryan）成為球隊的新主帥，但他的任期十分短暫，於1995/96年球季開季8戰7負後便宣佈下台。多佛競技找來前英格蘭國腳彼得·泰萊（Peter Taylor）繼任領隊，但他亦不能扭轉局勢，球隊仍然以第二十位的成績結束球季，幸好英格蘭北部超級聯賽亞軍波士頓聯未能在限期前提交升班文件才避免降班。
比爾·威廉斯（Bill Williams）在1997年接手執教，他亦成為多佛競技在議會聯賽時期的最佳領隊，於1997/98年帶領球隊晉身英格蘭足總錦標準決賽，及在1999/2000年球季取得歷來最好的第六位成績。威廉斯於2001年5月離隊轉投另一支議會聯賽球隊金斯顿尼恩（Kingstonian）。其時球會陷入嚴重財務危機，部分董事請辭，負債超過10萬英鎊。最終董事會總辭，迫令球會的球迷基金接管及繼續營運球會，而僅執教6個月的時任領隊加利·比拿美（Gary Bellamy）亦被辭退。前門將尼維利·修禾路（Neville Southall）接任領隊，但僅三個月便被撤換，由奇理夫·獲加（Clive Walker）在2002年3月接手這個爛攤子，當時球隊位列榜末，最終以墊底成績結束球季，降班返回南部聯賽超聯組。球會的財務問題持續加深，負債估計達到40萬英鎊，球會被迫進行債務重組及進入「公司自願安排」（Company Voluntary Arrangement，簡稱CVA）程序以減低負債。

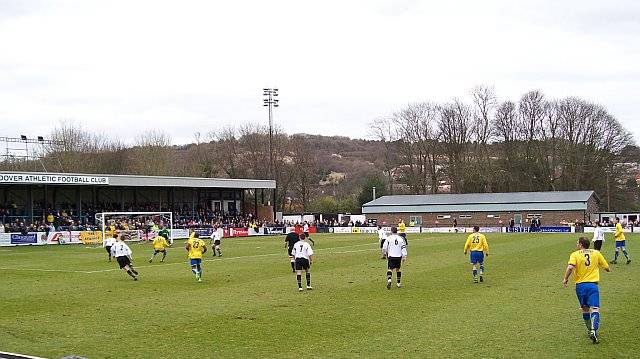
2009年多佛競技（白衫）對史泰尼斯城的比賽

多佛競技重返南部聯賽的首個球季，「白軍」取得第三位的成績，但比獲得唯一升班席位的冠軍球隊少17分之多。翌季開季的差劣表現導致奇理夫·獲加下台，並由理察·蘭尼（Richard Langley）取代他的職位，多佛競技以第十九位結束球季。2004年夏季由於重組英格蘭足球聯賽系統，球隊被調到依斯米安聯賽超聯組參賽。新球季以六連敗開始，理察·蘭尼隨即被革退，同時財務問題繼續纏繞球會，可能於兩個月內倒閉。雖然多佛競技於當季結束後需要降班到依斯米安甲組聯賽，但球隊於2005年1月獲得前董事吉姆·帕门特（Jim Parmenter）為首的財團拯救而逃出生天。帕门特立即辭退領隊史提夫·布朗尼（Steve Browne），並說服前領隊奇理夫·獲加回巢重執教鞭，同時亦安排清付球會餘下的「公司自願安排」債務，使球會經歷多年動盪歲月後重回正軌。
在依斯米安甲組聯賽的首個球季多佛競技幾乎立即取得升級資格，附加賽準決賽擊敗倫敦警察廳（Metropolitan Police），但在決賽2-3僅負於唐布里基（Tonbridge Angels）飲恨而回。翌季依斯米安聯賽改組，合併甲組和乙組改組成同級的甲組北區和甲組南區，多佛競技被置於甲組南區作賽。「白軍」再次取得附加賽廖參賽資格，但在準決賽0-2不敵黑斯廷斯联（Hastings United）提早出局 ，季後奇理夫·獲加不獲續約，而聘用前領隊安迪·希辛赫拿（Andy Hessenthaler）接掌球隊出任球員兼領隊。安迪·希辛赫拿麾下的首個球季帶領多佛競技贏得依斯米安甲組南區聯賽冠軍及回升超聯組。翌季球隊背對背再奪得依斯米安聯賽超聯組冠軍，獲得升班到英格蘭足球議會南部聯賽。
2009/10年球季多佛競技落後冠軍新港郡28分取得亞軍及參加附加賽，但在準決賽已經以1-2負於提早下馬，安迪·希辛赫拿賽後宣佈退役，並於稍後離職重返任教，而繼位的前領隊伊恩·軒頓（Ian Hendon）僅上任18天便追隨安迪·希辛赫拿轉投基寧咸擔任助理領隊。馬田·希耶斯（Martin Hayes）臨急受命，2010/11年球季多佛競技在聯賽雖然僅取得第七位的中游成績，但在英格蘭足總盃卻有突出的表現，在外圍賽第二圈起步，先後淘汰伊里斯镇（Erith Town）、劍橋城（Cambridge City）和法保魯治（Farnborough）打入主賽圈，第一圈作客以2-0擊敗由前領隊安迪·希辛赫拿執教位處英乙的肯特郡鄰居；第二圈主場2-0殺敗另一支英乙球隊艾迪索特，歷史性首次闖入第三圈；「白軍」在第三圈才作客以0-2負於英甲的哈德斯菲爾德。
2011/2012年球季多佛競技季初成績不濟，球隊與領隊馬田·希耶斯提前解約，歷奇·科士打（Nicky Forster）走馬上任；而球隊亦僅以第七位結束球季；領隊歷奇·科士打來季註冊兼任球員。2012/13年球季季中多佛競技雖然位處第三位，但比領頭羊索尔兹伯里城（Salisbury City）多賽兩場並落後12分次多，更連敗五仗，領隊歷奇·科士打被即時停職，並從馬格特（Margate）邀請前領隊基斯·堅尼亞（Chris Kinnear）回巢任教；球隊最終獲得第三位再次參加附加賽，準決賽兩回合與伊斯特利（Eastleigh）各三平手，經歷加時才以互射十二碼晉級決賽，但於決賽加時後以2-3負於索尔兹伯里城，再次與升班擦身而過。
翌季多佛競技在不同戰線均交出好成績。英格蘭足總盃達到第二圈，在外圍賽先後淘汰更低組別的對手，包括古斯利（Guernsey）、AFC魯斯頓鑽石（AFC Rushden & Diamonds）和牛津城（Oxford City），而主賽圈第一圈對手是科比城（Corby Town），在這場首次由女球證主吹的主賽圈足總盃賽事，作客2-1淘汰對手；直到第二圈才遇上英甲的米爾頓凱恩斯，作客僅負0-1出局；足總錦標亦分別淘汰巴斯（Bath City）、伊斯特瑟罗克（East Thurrock United）和利明顿（Leamington），直到第三圈（十六強）才作客2-3小負於伊斯特利（Eastleigh）腳下； 而在聯賽僅以得失球差壓倒哈云特（Havant & Waterlooville）取得最後一個附加賽參賽甫位，準決賽兩回合累計4-1淘汰瑟頓聯（Sutton United），晉身決賽對另一支來自肯特郡的球隊艾貝斯費特聯；2014年5月10日，多佛競技由內森·艾達（Nathan Elder）射破舊東家球門，一箭定江山以1-0在對方主場石橋路運動場（Stonebridge Road）贏得勝利，自2002年以來首次回升非聯賽的頂級組別。

## 隊色與會徽
多佛競技傳統上穿著白和黑色隊服參賽，亦是其前身多佛穿著的顏色。作客球衣的顏色包括有紅、黃和藍。而曾作為球衣胸口廣告的主要贊助商包括：「Criccieth Homes」、 「Paul Brown of Dover」、「Jenkins and Pain」和營運橫渡英倫海峽渡輪服務的「Hoverspeed」 及「SeaFrance」。
球會的會徽包含當地兩大地標：多佛尔城堡（Dover Castle）和白色懸崖（white cliffs），外面由具有球會名字的圓圈包圍。

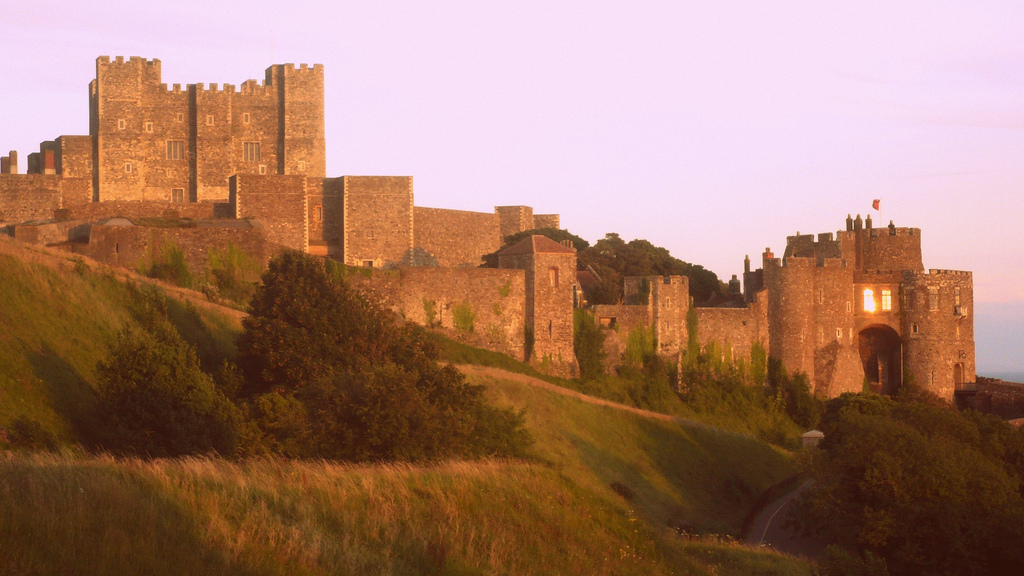
多佛尔城堡
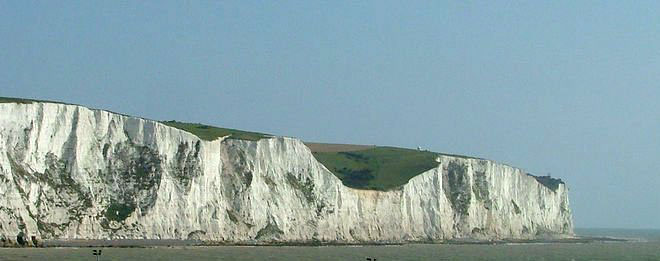
多佛白色懸崖

## 主場球場

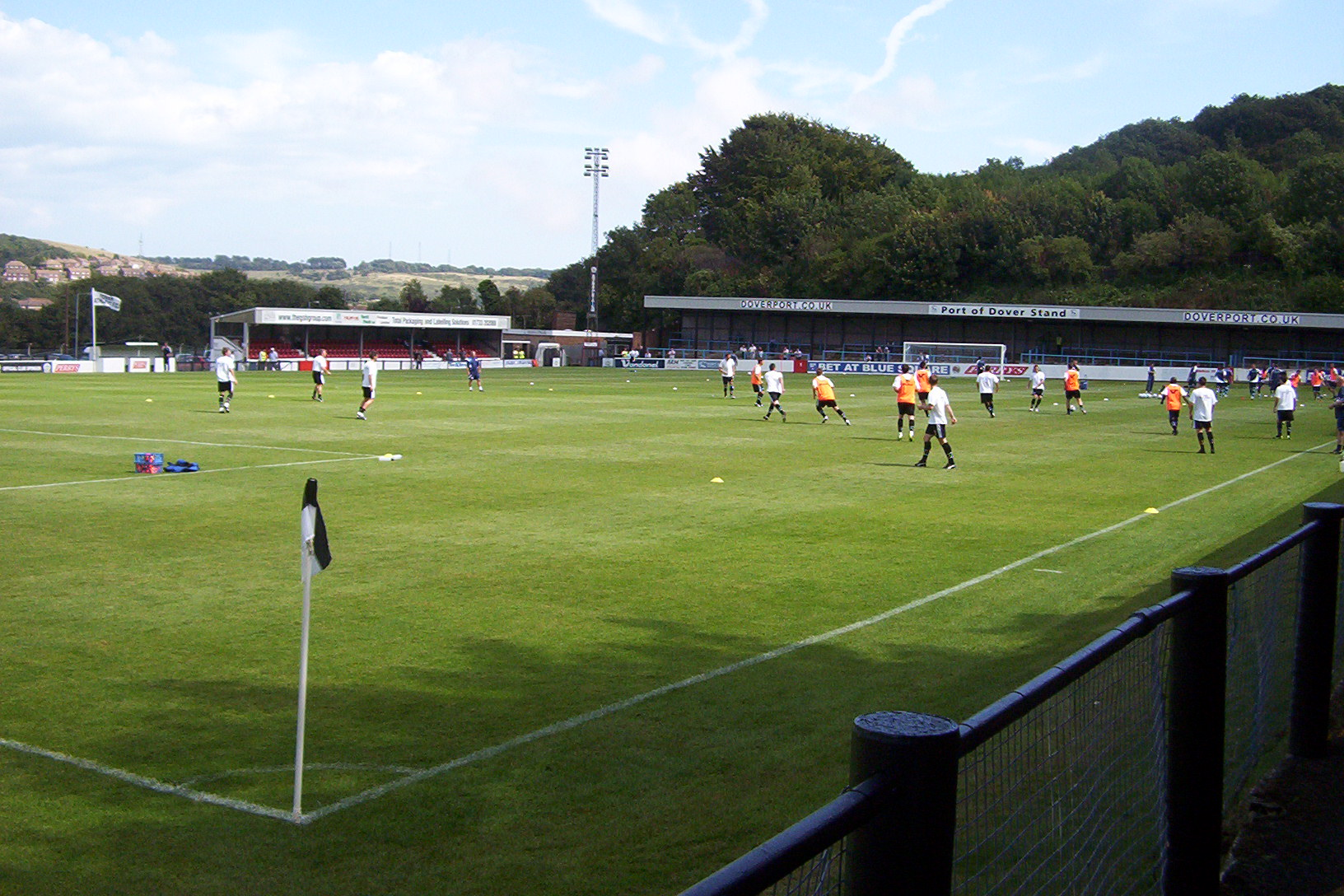
克莱伯运动场

多佛競技自成立以來一直使用克莱伯运动场（Crabble Athletic Ground）作為主場球場，這亦是其前身多支多佛隊的主場
。「克莱伯」（Crabble）這個字可見於當地一所古老玉米磨坊的名字「Crabble Corn Mill」，亦可能來自古英语 「crabba hol」一詞，意思為「蟹洞」。一般簡單稱之為「克莱伯」（Crabble 或更精確的 The Crabble），是當地議會擁有綜合休閒體育場地的一部分，早年的多佛足球隊與橄榄球隊共用下方的草坪，其後於1950年代搬遷到上方草坪，並於1951年建立主看台，再逐步設置階梯看台和汛光燈照明系統。
多佛競技不斷改善球場的設施，但仍趕不及球隊在1990年升班英格蘭足球議會聯賽的球場設施要求，多佛競技被迫留班。其後球場設置旋轉檢票閘口，而兩方球門後方的階梯看台亦告落成，於球隊在1993年第二次贏得英格蘭足球南部聯賽冠軍後順利獲得升班資格。
球場現時由兩個坐席看台（主看台和家庭看台）和兩個有蓋階梯看台組成，並設有一座會所容納廁所和其他球會設施。現時球場的容量為5,745人，其中1,010個為坐席及3,642個為有蓋階梯看台立席。
多佛競技的肯特郡敵對球隊馬格特（Margate）於其赫斯登公園球場（Hartsdown Park）重建時，由2002年到2004年的兩個球季借用克莱伯运动场進行主場比賽。

## 敵對球隊
多佛競技的主要敵對球隊是鄰近的福克斯顿（Folkestone Invicta），2004年兩隊在福克斯顿主場對壘的比賽吸引2,278名球迷入場觀戰，是富歷斯體育場（Fullicks Stadium）聯賽入場人數的新紀錄。球會同時又與另一支肯特郡球隊馬格特（Margate）建立敵對關係，於2001/02年球季當兩支球隊同處於英格蘭足球議會聯賽時，主、客兩場比賽合共吸引超過6,000名觀眾，於馬格特的赫斯登公園球場（Hartsdown Park）有3,676名球迷，而在多佛競技的克莱伯运动场則有2,325人進場。

## 榮譽
- 英格蘭足球南部聯賽

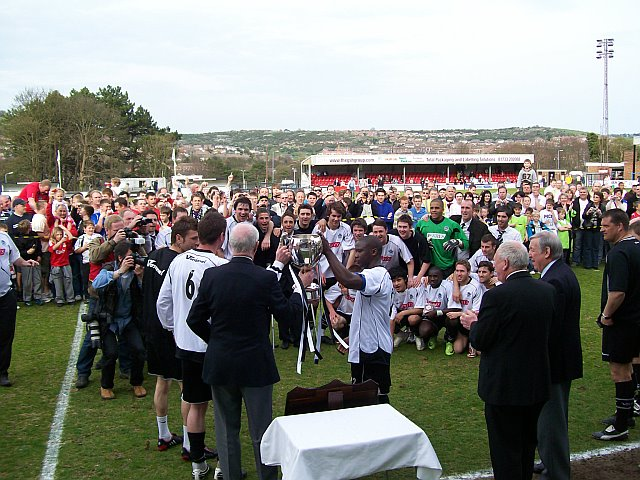
2009年多佛競技領取依斯米安聯賽錦標

  - 超聯組冠軍：1989/90年、1992/93年；[7]
  - 南部組冠軍：1987/88年；[7]
- 英格蘭足球依斯米安聯賽
  - 超聯組冠軍：2008/09年；[28]
  - 甲組南區冠軍：2007/08年；[27]
- 肯特郡高級盃（Kent Senior Cup）
  - 冠軍：1990/91年；[1]
- 英格蘭足球議會南部聯賽
  - 附加賽冠軍：2013/14年；

## 外部連結
- 官方网站
- DAFCtv website